# Blanca Urgell
Blanca Urgell Lázaro (Vitoria, 1962) es una filóloga española, consejera de Cultura de la IX Legislatura del Gobierno Vasco.

## Biografía
Nació en Vitoria en 1962.
Doctora en Filología Vasca por la Universidad del País Vasco (UPV/EHU) y profesora titular del Departamento de Lingüística y Estudios Vascos de la UPV/EHU, ha participado en numerosos proyectos de investigación y es autora de múltiples artículos y trabajos. Experta en diccionarios, destaca su participación en la redacción del Diccionario General Vasco de Koldo Mitxelena, así como la edición de obras clásicas de la literatura vasca de autores como Añibarro, Lardizabal o Axular.
Es, además, redactora y miembro del Consejo Editorial del Anuario del Seminario de Filología Vasca "Julio de Urquijo", y miembro del Consejo asesor de la revista Sancho el Sabio. Igualmente, ha coordinado junto a Patxi Altuna, Ibon Sarasola y Joseba A. Lakarra la colección de textos vascos "Klasikoak" editada por Euskal Editoreen Elkartea- Asociación de Editores Vascos. Desde julio de 2015 es académica de Euskaltzaindia, la Real Academia de la Lengua Vasca.